# Cita en los cielos
Cita en los cielos es una película estadounidense dirigida por George Cukor. A pesar de que la película fuera concluida en 1943 no fue estrenada hasta 1944.
Basada en una novela escrita por un piloto de guerra inglés, V. M. Yeates, que relataba sus experiencias durante la Primera Guerra Mundial.

## Argumento
Historia de amor en plena guerra entre una mujer y un piloto de las fuerzas aéreas estadounidenses.

## Otros créditos
- Productora: 20th Century Fox
- Color: Blanco y negro
- Dirección artística: Lewis H. Creber y Lyle R. Wheeler
- Montaje: Barbara McLean
- Asistente de dirección: Joseph C. Behm
- Sonido: Roger Heman Sr. y Eugene Grossman
- Efectos especiales: Fred Sersen
- Decorados: Thomas Little
- Diseño de vestuario: Kay Nelson
- Maquillaje: Ben Nye y Guy Pearce